# Bonneuil-en-Valois
Bonneuil-en-Valois ist eine französische Gemeinde mit 976 Einwohnern (Stand: 1. Januar 2022) im Département Oise in der Region Hauts-de-France. Sie gehört zum Arrondissement Senlis und zum Kanton Crépy-en-Valois.

## Geographie
Bonneuil-en-Valois liegt etwa 30 Kilometer ostnordöstlich von Senlis und etwa 19 Kilometer südsüdöstlich von Compiègne. Die Automne begrenzt die Gemeinde im Süden. Umgeben wird Bonneuil-en-Valois von den Nachbargemeinden Haramont im Norden und Osten, Éméville im Osten, Vez im Osten und Südosten, Russy-Bémont im Süden, Fresnoy-la-Rivière im Westen und Südwesten sowie Morienval im Westen und Nordwesten.

## Einwohner
| 1962                      | 1968 | 1975 | 1982 | 1990 | 1999 | 2006 | 2013 | 2021 |
| ------------------------- | ---- | ---- | ---- | ---- | ---- | ---- | ---- | ---- |
| 801                       | 778  | 692  | 788  | 817  | 895  | 939  | 1044 | 977  |
| Quelle: Cassini und INSEE |      |      |      |      |      |      |      |      |

## Sehenswürdigkeiten
Siehe auch: Liste der Monuments historiques in Bonneuil-en-Valois
- Kirche Saint-Martin, Monument historique
- Ehemaliges Kloster Notre-Dame in Lieu-Restauré
- Kapelle Saint-Antoine-Saint-Vincent in Le Berval

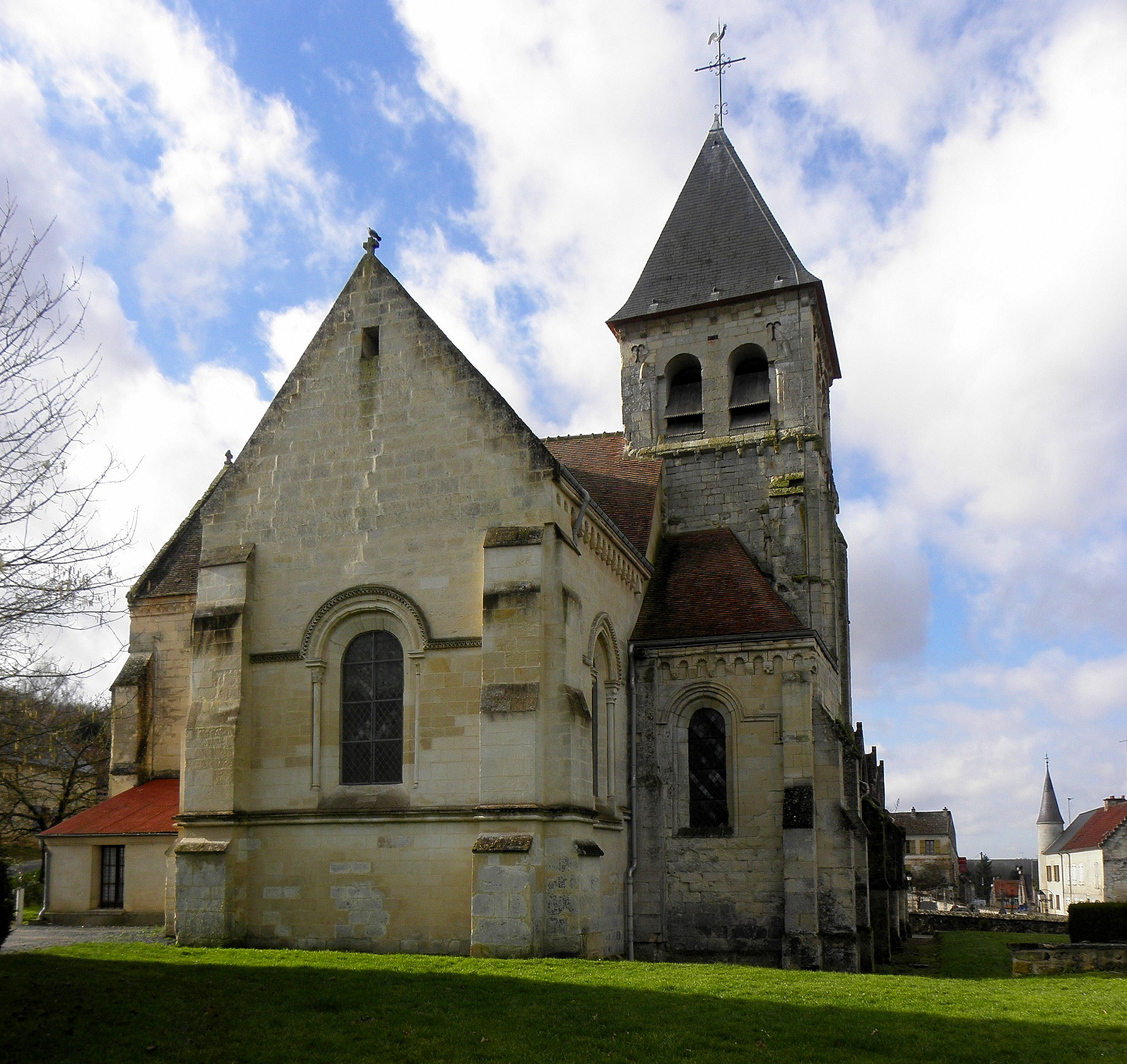
Kirche Saint-Martin
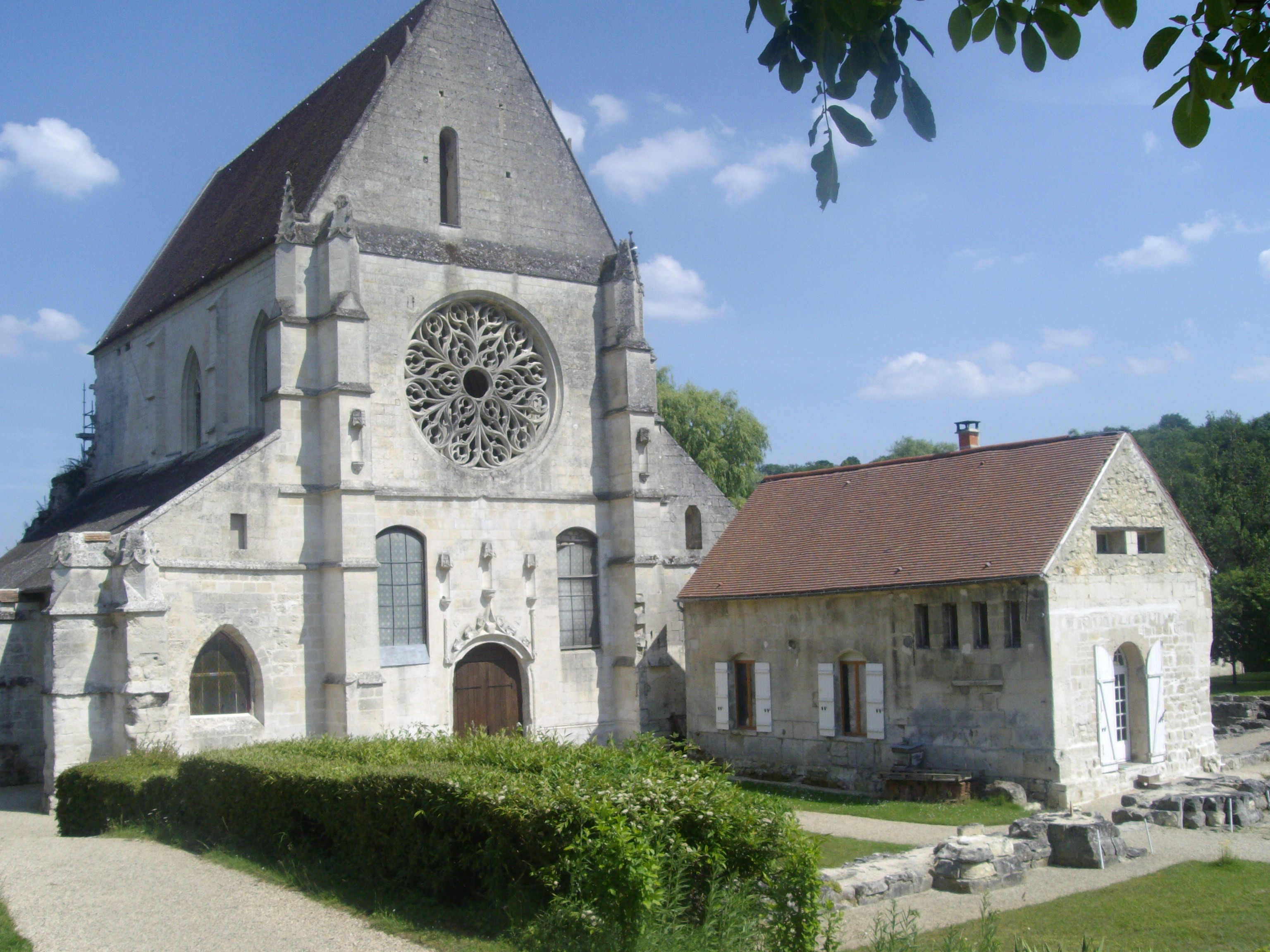
Ehemaliges Kloster Notre-Dame
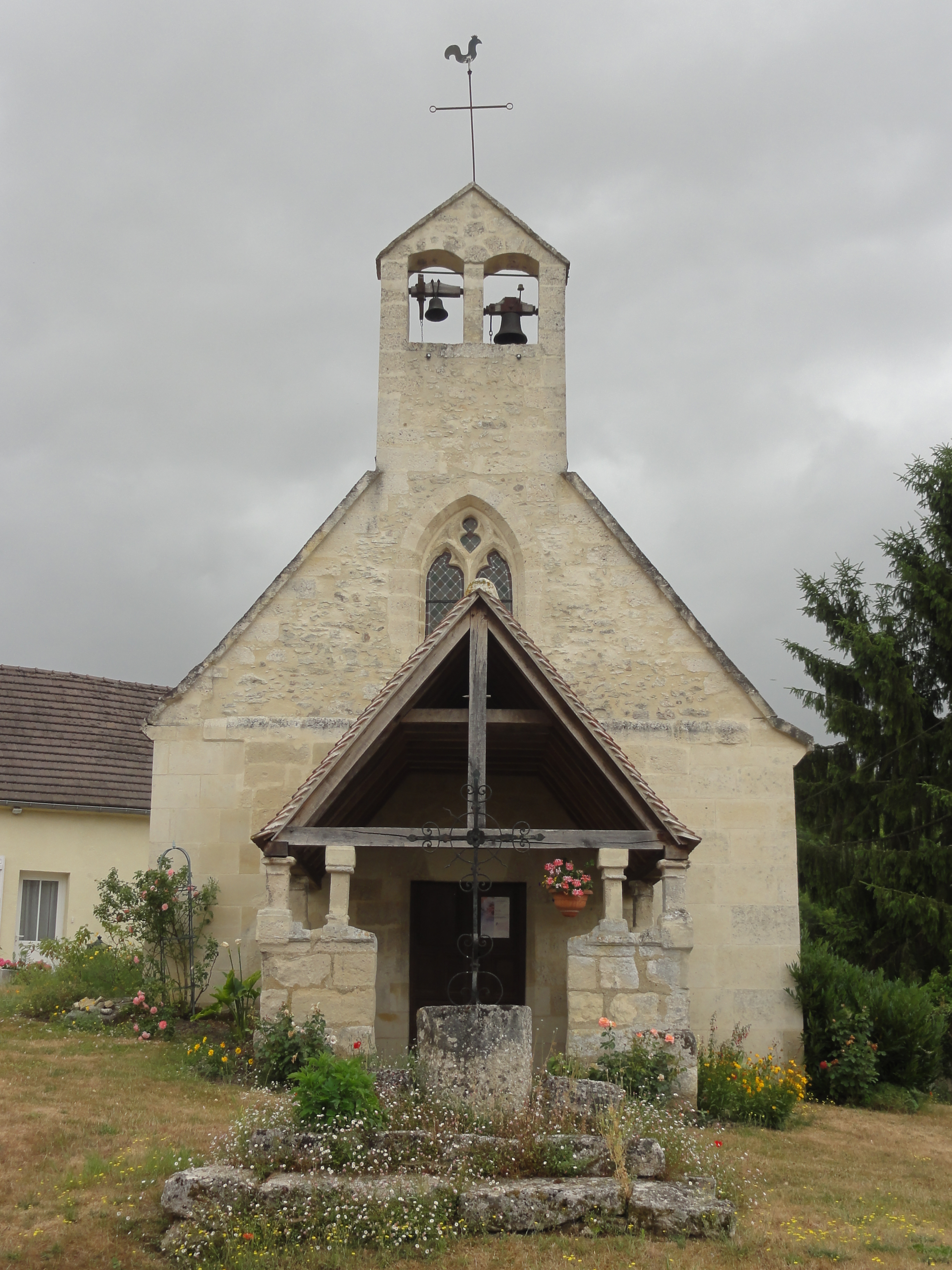
Kapelle Saint-Antoine-Saint-Vincent